# 宮下恵一
宮下 恵一（みやした けいいち、1979年12月25日 - ）は、日本のタップダンサー、ミュージカル俳優、振付師。岡山県岡山市出身。血液型A型。身長180cm。タップダンスユニットHexa Beat（ヘキサビート）の中心人物でもある。

## 来歴・人物
幼少時より喘息を患っており、その為、学生時代は運動嫌いであった。
中学校では合唱部に入部。歌う事の面白さを知り、以後上京までの約6年間合唱を継続する事となる。高校に進学してからは吹奏楽部でトロンボーンを担当していた。
その後、声優を志し、岡山県から上京。声優についての技術や知識を専門学校で学んでいく中で、声優から役者・ダンサーの方向にシフト。以降、舞台出演やミュージカル出演をこなし、着実にスキルアップを果たしていく。
1999年より増川貴美、荒井修、佐々木立子らに師事し、本格的にタップダンスを学ぶ。
2005年からプライベートレッスン講師として活動。一般向けのタップダンス講師から、キッズ向けのタップダンス指導なども行っている。
2007年に劇団M.M.Cに入団、舞台公演と並行して同劇団の専属タップダンス講師としても指導を行っていた。（現在は退団）
2009年3月より、「ミュージカルシアター笑う猫」による、体感型ミュージカルパフォーマンス「SCLAP」の全国旅公演に参加。全国の小中学校を中心に公演を実施。
その後、浦上雄次に師事。
2011年には自身が中心となるパフォーマンスユニット、Hexa Beatを結成。都内や関東近郊にて、タップダンスのステージやワークショップ活動を行っている。
また、活動の一環として、地域福祉施設や介護施設などでのパフォーマンスも行なっている。
名称の由来は『ヘキサ』がギリシャ語で数字の6、『ビート』はリズムという意味の単語を組み合わせたもので、メンバー5人と「6番目のメンバー＝お客様」で最高の世界を作り出すという思いから命名。
メンバーの構成は流動的であり、初期は固定メンバー5名であったが、現在は宮下を中心に石川実乃里や名桐舞、望月はなの他、イベント内容に応じたメンバー編成へと入れ替える体制である。
Hexa Beatは現在、公益財団法人練馬区環境まちづくり公社「練馬まちづくりセンター」より、練馬まちづくり活動団体として承認を受けている。
個人では練馬区・大泉学園近郊にてタップダンス教室も開いている。同じく、大泉学園の練馬区立勤労福祉会館にて、大泉タップダンスサークルのインストラクターも務めている。
また、2020年には公益財団法人 板橋区文化・国際交流財団により設置された「アーティストバンクいたばし」の登録アーティストとなっている。
2020年4月より、調布FMにて初の冠番組となるラジオ番組「Hexa BeatのCafe Le Hexa」が開始。
同年12月、浜田ブリトニーの4コマ漫画作品「マナルル」登場キャラクター、タケちゃんのキャラクターソングを用いたコンテスト「おうちで踊ろう！タケちゃんのうた ～振り付け動画コンテスト」にて、最優秀賞を受賞。その後、同作品内に作中キャラクターとしても登場した。
2021年1月、氏家エイミーとHello福島プロジェクトのコラボ楽曲「@Hello 繋ぐ笑顔の輪」にコーラス参加。
同年10月、TVアニメ「NIGHT HEAD 2041」の公式コンテスト「ナイトヘッドアート」にて、企画賞を受賞。
2021年現在、日本芸術専門学校にて、タップダンス講師を務めている。
2022年11月14日・15日の二日間、渋谷club asiaにてフェスイベント「UNLIMITED FES」を、Hexa Beatによる主催として開催。

## 出演

### TV
- パーフェクトラブ! 第3話（1999年、フジテレビ） - 競馬場 観客 役
- 火曜サスペンス劇場「当番弁護士8」（1999年、日本テレビ）
- ジモトピ（2015年、J:COM）
- 練馬人図鑑（2019年3月11日・2020年12月28日、J:COM）[17][18]

### 映画
- TAP THE LAST SHOW（2017年6月17日公開、東映） - タップダンサー 役
- 地獄のテレワーク 電脳戦士ヤスダ対暗黒企業（2020年5月3日公開、YouTube短編映画）- 604号室 住人 役
- ディスコーズハイ（2022年7月8日公開、アルミード） - 路上ライブ 観客 役

### CM
- KONAMI「ギターフリークス」（1999年）

### ラジオ
2007年
- レインボータウンFM「YUKKIY FM」

2013年
- 練馬放送「谷修の千川通りプロジェクト」[19]

2017年
- インターネットラジオ「白内閣人のなんとなく今日はの～んびりと、ね。」[20]

2019年
- 調布FM「田口彰太のしょうたいむ」
- 市川うららFM「ウィンディーズマニア！シャバダバ！かなえスパークリングナイト！」

2020年
- 調布FM「Hexa BeatのCafe Le Hexa」
- 調布FM「気まぐれフロンティアNight」
- インターネットラジオ「Sammyとゴルケーの明日も元気にコンテンツgogo!」

2021年
- 調布FM「Hexa BeatのCafe Le Hexa」
- 調布FM「気まぐれフロンティアNight」
- ゆめのたね放送局 東日本第1チャンネル「鈴木臨之介のかえりましょ♪」
- むさしのFM「むさしのライフ」
- インターネットラジオ「らじきゃすジャーナル」
- 池袋FM「KIYONOでSHOW」

2022年
- むさしのFM「Talking Loud」
- インターネットラジオ「YOUR VOICE OUR VOICE」

### インターネットTV
2013年
- 柏の葉コミュニティホウソウ局 K-STREAM「笑って笑って－子育てスマイル」[21]

2017年
- FRESH! by CyberAgent「ブレイクTIME」
- FRESH! by CyberAgent「はやくキメナイト！！」

2018年
- FRESH! by CyberAgent「こちら西新宿3丁目5-9オカオカハウス」
- FRESH! by CyberAgent「ぐるぐるナイトフィーバー24時間テレビ」
- FRESH LIVE「豊島区ピースUPテレビ」[22]

### MUSIC VIDEO
- 三浦隆一（空想委員会）「えん」

### PROMOTION VIDEO
- 踊りつなげダンス・ダンス・ダンスール スペシャルプロモーションムービー

### 舞台
- ザ・KING ～それでも私には夢がある～（2001年11月6日 - 11日、六行会ホール） - ラルフ・アバナシー 役
- 愛と革命と裏切りと ～孫文と宋三姉妹物語～（2002年5月21日 - 26日、六行会ホール） - 廖仲愷 役
- ALOK・DD・C 20周年記念公演ロックバレエ Voyage～夢乞う逃亡者～（横浜公演）（2002年7月13日 - 14日、横浜赤レンガ倉庫1号館 3Fホール）
- ALOK・DD・C 20周年記念公演ロックバレエ Voyage～夢乞う逃亡者～（東京公演）（2002年9月21日、セシオン杉並）
- マジカルミュージカル うぃっち～ず（2002年8月9日 - 11日、中野あくとれ）
- チェと呼ばれた男 ～カリブの星のチェ・ゲバラ～（2002年11月6日 - 10日、六行会ホール） - ラミーロ・バルデス 役 ※平成14年度文化庁芸術祭参加作品
- 劇団室生春カンパニー特別企画 二都物語～赤き花びらの行方～（2003年6月12日 - 15日、新宿アイランドホール） - シドニー・カートン 役
- THE TAXI vol.2 帰ってきたエンターテイメントツアー（2003年9月27日 - 28日、ショッパーズプラザ新浦安 WAVE101 大ホール） - MEGUMI 役
- 私にふれて～ヘレン・ケラ－  アン・サリヴァンともう一人の私～（2003年11月5日 - 9日、六行会ホール）
- Mila Maria（2004年11月27日 - 28日、iTSCOMたまプラーザ オープンスタジオ） - ジョバンニ 役
- ルルドの奇跡（2005年4月6日 - 10日、東京芸術劇場 中ホール）※ミュージカル座創立10周年記念特別公演
- GOOD HEAVENS！（2005年7月30日、世田谷区立烏山区民センター）
- スウィングボーイズ（2006年2月2日 - 6日、東京芸術劇場 中ホール） - 小島満 役 ※第8回東京芸術劇場ミュージカル月間公演
- ひな物語（2006年9月9日、曳舟文化センター） - ジュンペ（島本順平）町長某 役
- スウィングボーイズ（再演）（2007年1月25日 - 30日、東京芸術劇場 中ホール） - 小島満 役 ※平成18年度文化庁芸術創造活動重点支援事業 第8回東京芸術劇場ミュージカル月間優秀賞（作品）受賞
- アトリエ公演 MIRACLE5 -サクラとボクの物語-（2007年3月7日、MMCスタジオ）
- アリーテ（2007年6月14日 - 17日、東京芸術劇場 小ホール） - テシオ 役
- 第2回カメリア区民演劇祭 SMILE BOXⅡ（2007年7月8日、亀戸文化センターカメリアプラザ カメリアホール）
- CHE ～チェと呼ばれた男～（再演）（2007年11月7日 - 11日、六行会ホール） - ラミーロ・バルデス 役
- GIFT...for you～ひとり一人のあなたへ～（2007年12月18日 - 24日、築地本願寺ブディストホール）
- アイーダ（2008年3月10日 - 29日、新国立劇場）※新国立劇場 開場10周年記念特別公演
- 第3回カメリア区民演劇祭 命どぅ宝（2008年7月13日、亀戸文化センターカメリアプラザ カメリアホール）
- KoKoRo ～fromサンタ～（愛知公演）（2008年11月15日、豊橋市民文化会館） - トナカイさん 役
- KoKoRo ～fromサンタ～（東京公演）（2008年12月23日 - 24日、亀戸文化センターカメリアプラザ カメリアホール） - トナカイさん 役
- 命どぅ宝 ～さとうきび畑の唄にのせて～（2009年）
- 体感型ミュージカルパフォーマンス SCLAP 全国旅公演（2009年）※文化庁子どものための優れた舞台芸術体験事業採択作品
- 体感型ミュージカルパフォーマンス SCLAP 全国旅公演（2010年）※文化庁子どものための優れた舞台芸術体験事業採択作品
- 体感型ミュージカルパフォーマンス SCLAP 全国旅公演（2011年）※文化庁子どものための優れた舞台芸術体験事業採択作品
- 体感型ミュージカルパフォーマンス SCLAP ワークショップ（2011年）
- MIRACLE6 -全力投球!2011-（2011年7月6日 - 10日、SIM STUDIO 錦糸町 Aスタジオ）
- エンターテイメント・タップショー 2013年の東京リズム劇場（2013年11月2日 - 3日、日本橋公会堂ホール）[23][24]
- 日本オリジナルミュージカル全集 映像収録特別公演音楽劇 星の王子さま（2014年5月30日、亀戸文化センターカメリアプラザ カメリアホール）
- 日本オリジナルミュージカル全集 映像収録特別公演音楽劇 MoMo（再演）（2014年7月15日、曳舟文化センター）
- ドラマティック・ダンス 雪の女王（2015年4月4日 - 5日、セシオン杉並） - 山賊 役
- Musical Monument Vol.1 The Springtime of Life（2015年5月10日、六本木クラップス）
- ねりぶんこどもプログラム 劇団M.M.Cミュージカル アリス（2015年8月8日、練馬文化センター 小ホール）※公益財団法人練馬区文化振興協会主催[25]
- エンターテイメント・タップショー 2016年の東京リズム劇場（2016年1月8日 - 10日、銀座博品館劇場）
- 劇団M.M.Cミュージカル ピーターパン～夢を信じる心～（2016年8月7日、練馬文化センター 小ホール）※公益財団法人練馬区文化振興協会主催[26]
- エンターテイメント・タップショー 2017年の東京リズム劇場（2017年2月17日 - 19日、銀座博品館劇場）
- 劇団M.M.C×お茶の間ゴブリン ミュージカル企画公演 うみとみう（2017年5月17日 - 21日、日暮里d-倉庫） - かめ 役[27]
- 劇団M.M.Cミュージカル うみとみう（2018年8月5日、練馬文化センター 小ホール） - かめ 役 ※公益財団法人練馬区文化振興協会主催
- えんとつ町のプペル（2019年2月25日、ワルツホール所沢） - プペル 役[28] ※西武所沢店協力
- 劇団M.M.Cミュージカル ALICE（2019年8月4日、練馬文化センター 小ホール）※公益財団法人練馬区文化振興協会主催
- 墨田区民ミュージカル HOKUSAIラプソディア ～北斎@江戸庶民～（2019年12月14日 - 15日、江戸東京博物館大ホール）
- Hexa Beat主催 えんとつ町のプペル / Zip&Candy（2021年2月17日、練馬JOY JOY STATION） - プペル 役、博士 役[29]
- Miracle10（2021年7月9日 - 11日、M.M.Cスタジオ）
- 時を越える朗読劇 ～今を生きる世界～（2021年7月18日、池袋SOUL IZAKAYA MJ ※文化庁「ARTS for the future!」補助対象事業）
- 時を越える朗読劇 ～彼方の時～（2021年8月22日、池袋SOUL IZAKAYA MJ ※文化庁「ARTS for the future!」補助対象事業）[30][31]
- 墨田区民ミュージカル HOKUSAIラプソディア2021（2021年9月23日 - 24日、すみだ生涯学習センタ―マスターホール）※墨田区共催
- 時を越える朗読劇 ～追憶の色～（2021年9月26日、池袋SOUL IZAKAYA MJ ※文化庁「ARTS for the future!」補助対象事業）
- Zip&Candy ～ロボットたちのクリスマス～ / Xmas Dance Show（2021年12月10日 - 11日、コール田無） - 博士 役
- 第1回エホンオウコクオフラインイベント 観て、聞いて、感じて楽しむ朗読とダンスとサンドアートの調べ（2021年12月19日、練馬JOY JOY THEATRE）[32]
- 多次元性PARADOX（2022年1月9日 - 10日、中板橋 新生館スタジオ）※いたばしアーティスト応援キャンペーン2021 助成事業
- 彼岸と此岸の間に（2022年10月6日 - 9日、練馬JOY JOY THEATRE）
- 奇跡の轍（2022年12月1日 - 4日、練馬JOY JOY THEATRE）
- いつかの望みの先に（2023年1月14日 - 15日、中板橋 新生館スタジオ）- アキラ 役

### イベント
2002年
- 第24回ヨコハマカーニバル

2003年
- 表現アート系イベント eND vol.5（2003年11月15日、渋谷club asia P）
- NATIONAL TAP DAY 2003（チーム・アンサンブル出演）　※NATIONAL TAP DAY10周年記念公演

2004年
- 第4回Green Shoes Concert（2004年6月26日、野方WIZホール）※舞台監督も担当

2006年
- ベテル・クリエイティブ・モダン・バレエ・ダンス（2006年5月5日、宮前市民館ホール）
- 秋祭りふれあいコンサート（2006年9月24日、中野文化会館 黄金の間）※トロンボーン奏者として出演

2008年
- ギャザリアレインボーショー（2008年5月18日、深川ギャザリア センタープラザ）
- M.M.C　END SUMMER LIVE 2008（2008年9月26日、両国FOURVALLEY）

2010年
- 元気！ちゃんこライブ
- 埼玉県所沢市敬老会

2011年
- パフォーマンス・創作活動系イベント アーティストのおもちゃばこ（2011年8月9日、新宿HEAD POWER）[33]
- ピノキオプロジェクト マチビト・オン・ステージ
- 熊谷和徳 クリスマスタップ X'mas Dream of TAP（2011年12月23日 - 25日、豊島区立舞台芸術交流センター）

2012年
- ピノキオプロジェクト マチビト・オン・ステージ
- 体験型紙芝居イベント ♪ふかにこカフェ♪

2013年
- 複合ジャンル交流会イベント Heavens Door 2013（2013年1月30日、新宿HEAD POWER）
- アニソン系イベント アニソンやっちゃって！
- NATIONAL TAP DAY 2013（チーム・アンサンブル出演）　※NATIONAL TAP DAY20周年記念公演
- 第26回照姫まつり
- 石神井氷川神社 第3回 井のいち
- Collabo Cafe秋津 開店記念オープニングイベント
- オープンガーデンイベント ラベンダー祭り[34]　※NPO法人自然工房主催
- くすくすの会ミニミニララライブ

2014年
- NATIONAL TAP DAY 2014（チーム・アンサンブル出演）
- KAZUNORI KUMAGAI PRESENTS TAPPIN' INTO TOMORROW（2014年2月1日 - 2日、豊島区立舞台芸術交流センター）
- リサイクル事業イベント とよたまセンターまつり
- 第1回アップサイクル・クリスマス2014 展示販売会
- アップサイクルイベント クリスマス・ワークショップ2014[35]
- ねりま光が丘 Hikari Pageant Festa2014 同時開催 ねりま光が丘POPカルチャーフェスティバル2014[36]

2015年
- アスタ20周年大感謝祭 J:COM ざっくぅダンス甲子園
- 世界自閉症啓発デー Light It Up Blue所沢 2015
- NATIONAL TAP DAY 2015（穴田英明 Tap Dancing"VIEW"にて出演）
- 第1回練馬つつじフェスタ
- 第28回池袋いけいけ人形劇まつり　※公益財団法人としま未来文化財団共催
- 第33回練馬こどもまつり
- アニメプロジェクト in 大泉
- 第1回所沢で2020年東京パラリンピックを応援しよう！
- 第2回所沢で2020年東京パラリンピックを応援しよう！
- 一噌幸弘 笛コンサート「速流笛破」with 超絶和楽器集団[37][38]
- 銀河の夜の盆踊り大会2015
- DokiDokiParty 夏祭り[39]
- 第3回所沢で2020年東京パラリンピックを応援しよう！
- さくら・ら♪
- Shall We? タップダンス部

2016年
- 西東京ふれあいこどもまつり2016[40]
- 第29回池袋いけいけ人形劇まつり
- 一噌幸弘 笛コンサート「速流笛破」
- ねりま☆ふれあいこどもまつり[41]　※公益財団法人練馬区文化振興協会主催

2017年
- NATIONAL TAP DAY 2017（穴田英明 Tap Dancing"VIEW"にて出演）
- 第30回池袋いけいけ人形劇まつり

2018年
- NATIONAL TAP DAY 2018（穴田英明 Tap Dancing"VIEW"にて出演）
- 第6回せたがや大道芸祭り[42]
- 第31回池袋いけいけ人形劇まつり in 大塚
- 第15回緑ヶ丘ローズハーツふれあいフェスタ
- 練馬大道芸まつり 夏
- 夏休みこどもイベント「ペットボトルで遊びつくそう！」　※所沢市共催
- Power of Dance 2018
- ふゆフェス[43]

2019年
- 献血ギグ！スペシャル！ 献血車がアウトブレイクにやってくる！（2019年1月6日、四谷OUTBREAK）　※日本赤十字社・四谷OUTBREAK共同開催
- オールジャパン・エンターテインメントコレクション Volume39（2019年3月8日、池袋mismatch）
- 第32回池袋いけいけ人形劇まつり in 大塚（2019年5月4日、南大塚ホール）
- 第32回照姫まつり（2019年5月19日、石神井公園・はいから劇場）
- 東京高次脳機能障害者支援ホーム 開所49周年イベント（2019年6月6日、東京高次脳機能障害者支援ホーム）
- HIDEAKI ANADA 50TH ANNIVERSARY（2019年8月12日、銀座博品館劇場）
- にしあらい大道芸祭り（2019年9月8日、西新井住宅公園）
- 第42回練馬まつり（2019年10月20日、としまえん）※練馬区主催
- 秋のファミリーカルチャーフェスタ（2019年11月3日、石神井住宅公園）
- 第20回 細川初枝モダンバレエスタジオ 40周年記念発表会（2019年12月8日、亀有リリオホール） - ゲスト出演[44]

2020年
- 相良浩司 生誕レコ発ワンマンライブ（2020年2月24日、池袋FIELD） - ゲスト出演

2021年
- Unlimited You（2021年6月19日、新宿club SCIENCE）[45][46][47][48]　※文化庁「ARTS for the future!」補助対象事業
- Unlimited You vol.2（2021年10月23日、吉祥寺SHUFFLE）[49]　※文化庁「ARTS for the future!」補助対象事業
- Unlimited You vol.3（2021年11月13日、新宿club SCIENCE）[50][51][52][53][54][55][56][57]　※文化庁「ARTS for the future!」補助対象事業

2022年
- TAP DANCE FESTIVAL 2022（2022年6月5日、サンパール荒川 大ホール）
- 第47回すみだまつり（2022年10月1日、墨田区総合体育館）
- UNLIMITED FES（2022年11月14日 - 15日、渋谷club asia）

### 舞台監督
- 河野さとみ ソロ・リンギング演奏活動10周年記念コンサート My Favorite scenes（2002年12月11日、めぐろパーシモンホール 小ホール）
- 第3回Green Shoes Concert（2003年6月21日、武蔵野スイングホール）
- 第4回Green Shoes Concert（2004年6月26日、野方WIZホール）※ダンサーとしても出演
- 野方区民ホールWIZ X'masコンサート＆交流会2004（2004年12月5日、野方WIZホール）

### 式典
2010年
- 所沢市 成人式式典（ゲストパフォーマンス出演）

### 掲載誌
- 練馬区発行紙「ねりまNPOニュース」第92号 インタビュー掲載[58]
- （株）協同クリエイティブ発行「月刊Kacce」2015年3月号 インタビュー掲載[59]

## 参加作品

### 参加楽曲
2021年
- 氏家エイミー「@Hello 繋ぐ笑顔の輪」 ※コーラス参加

福島放送「福島まるごとライブ ヨジデス」2021年2月度エンディングテーマ / 東北FM4局「氏家エイミーのエンジョイのレシピ」オープニングテーマ

### 漫画作品
2020年
- 浜田ブリトニー「マナルル」